# Бабинская Лука
Ба́бинская Лука́ — деревня в Трубникоборском сельском поселении Тосненского района Ленинградской области России.

## История
Впервые упоминается в Писцовой книге Водской пятины 1500 года как деревня Лука в Ильинском Тигодском погосте Новгородского уезда.

БАБИНСКАЯ ЛУКА — деревня Бабинско-лученского сельского общества, прихода села Бабина.

Дворов крестьянских — 39. Строений — 119, в том числе жилых — 41. 

Число жителей по семейным спискам 1879 г.: 84 м. п., 101 ж. п.; по приходским сведениям 1879 г.: 73 м. п., 96 ж. п.;

Жители занимаются вывозкою, гонкою и распиловкою дров. (1884 год)

В конце XIX — начале XX века деревня административно относилась к Любанской волости 1-го стана 1-го земского участка Новгородского уезда Новгородской губернии.

БАБИНСКАЯ ЛУКА — деревня Бабинско-Лученского сельского общества, дворов — 42, жилых домов — 58, число жителей: 124 м. п., 120 ж. п. 

Занятия жителей — земледелие, торговля сеном. Часовня, хлебозапасный магазин, школа, 2 мелочных лавки. (1907 год)

Согласно военно-топографической карте Петроградской и Новгородской губерний издания 1917 года деревня Бабинская Лука состояла из 30 крестьянских дворов.
С 1917 по 1927 год деревня Бабинская Лука входила в состав Любанской волости Новгородского уезда Новгородской губернии.
С 1927 года в составе Бабинского сельсовета Любанского района.
С 1930 года в составе Тосненского района.
По данным 1933 года деревня Бабинская Лука входила в состав Бабинского сельсовета Тосненского района.

План деревни Бабинская Лука. 1941 год

Согласно топографической карте РККА 1941 года деревня насчитывала 65 дворов.
С 1 августа 1941 года по 31 декабря 1943 года деревня находилась в оккупации.
С 1954 года в составе Трубникоборского сельсовета.
В 1958 году население деревни Бабинская Лука составляло 913 человек.
По данным 1966, 1973 и 1990 годов деревня Бабинская Лука также находилась в составе Трубникоборского сельсовета.
В 1997 году в деревне Бабинская Лука Трубникоборской волости проживали 13 человек, в 2002 году — 11 человек (русские — 91 %).
В 2007 году в деревне Бабинская Лука Трубникоборского СП — 5 человек.

## География
Деревня расположена в юго-восточной части района на автодороге 41К-863 (Бабино — Бабинская Лука), к югу от центра поселения — деревни Трубников Бор.
Расстояние до административного центра поселения — 7,5 км.
Расстояние до ближайшей железнодорожной платформы Бабино — 2 км.
Деревня находится на левом берегу реки Равань.

## Демография
| 2007 | 2010 | 2017 |
| ---- | ---- | ---- |
| 5    | ↗6   | ↗11  |

## Улицы
Луговая, Новая, Охотничий переулок.